# 朱塞佩·托雷利
朱塞佩·托雷利（義大利語：Giuseppe Torelli，1658年4月22日—1709年2月8日），意大利小提琴家、教师、巴洛克风格作曲家。
他是独奏协奏曲体裁的创始人，作品对巴赫和维瓦尔第都有很大影响。